# Vírus do mosaico do tabaco
O vírus do mosaico do tabaco (TMV, sigla em inglês para tobacco mosaic virus) é um vírus RNA que infecta plantas, especialmente o tabaco e outros membros da família Solanaceae. A infecção causa padrões característicos nas folhas, como manchas e descolorição.
O TMV foi o primeiro vírus a ser descoberto. Embora fosse sabido desde o fim do século XIX que uma doença infecciosa estava causando prejuízo à colheita do tabaco, somente em 1930 é que o agente infeccioso foi determinado ser um vírus.

## História
Em 1886, Adolf Mayer descreveu pela primeira vez a doença do mosaico do tabaco, dizendo que a doença podia ser transferida entre as plantas.A natureza patente dos vírus teve seu impacto durante todo o mundo vivo. A doença Viral pode ser encontrada nas plantas, artrópodes, protozoa e bactérias, mas igualmente em uns animais mais altos. Embora um conhecimento mais detalhado acerca de suas propriedades biológicas, químicas e físicas não tenha sido publicado nos últimos 50 anos, o vírus não é nenhum fenômeno moderno.
A identificação do agente causal da doença de mosaico do tabaco como um micróbio patogénico novo pelo microbiologista holandês Martinus Willem Beijerinck é reconhecida agora como sendo a fundação da virologia. Contudo, como era bastante controversa considerando as teorias prevalecentes da época, muitos anos se passaram até a virologia se estabelecer como uma disciplina separada da bacteriologia.

## A revelação do conceito
Entidades que nós conhecemos agora como os vírus foram reconhecidos inicialmente quando se encontrou que determinados micróbios patogénicos podem passar através dos filtros destinados a barrar bactérias. Em 1887, o químico francês Louis Pasteur fez esta observação com a raiva, havia, inconscientemente, descrito um vírus.
Em 1886, o químico agrícola alemão Adolf Eduard Mayer descobriu que a doença de mosaico do tabaco poderia ser transmitida às plantas saudáveis se são inoculados com extratos da seiva das folhas de plantas doentes. Embora não pudesse identificar o micróbio patogénico, Mayer estava certo de que seu micróbio teria de ser uma bactéria muito incomum.
Quando, for frequentemente incomodo atribuir uma única tâmara à descoberta dos vírus, o cientista russo Dmitrii Iosifovich Ivanovsky está dado o crédito por ser o primeiro a reconhecer uma entidade que seja filtrável, submicroscópica em tamanho e diferente das bactéria que podia ser a causa da doença de mosaico do tabaco. Instituiu o termo “agente filtrável” para descrever tais organismos; antes que o termo “vírus” ser abraçado.
A natureza filtrável do vírus de mosaico de tabaco foi confirmada por Beijerinck, mas suas tentativas de isolar com sucesso o vírus eram infrutíferas. Em 1898, propôs uma teoria de fluido vivo contagioso e sugerida que este agente pode somente reproduzir dentro das pilhas vivas.
Consequentemente Mayer, Ivanofsky e Beijerinck cada um contribuído à revelação de um paradigma deslocam e um novo conceito: um agente filtrável demasiado pequeno para ser observado pela fotomicroscopia, mas capaz de causar a doença multiplicando em pilhas vivas. Em 1898, Friedrich Loeffler e Paul Frosch descreveram o primeiro agente filtrável dos animais (o vírus da febre aftosa), quando Walter Reed e sua equipe em Cuba reconheceu o primeiro vírus filtrável humano - vírus de febre amarela.
O vírus do termo (derivado da palavra Latino para o veneno ou o líquido viscoso) foi usado Naquele tempo permutavelmente para todo o agente infeccioso, assim ele aplicado ao vírus de mosaico de tabaco também. Mais Tarde este termo tornou-se restrito no uso 2 aqueles agentes que cumpriram os critérios desenvolvidos por Mayer, por Ivanofsky e por Beijerinck, que eram os primeiros agentes para causar uma doença que não poderia ser provada usando os postulados de Koch clássico.

## Progresso no campo da virologia
Uma vez o conceito de um vírus filtrável tomou a posse, o procedimento experimental foi aplicado a muitos tecidos doentes. Para o fim do primeiro trimestre do século XX (que é praticamente o mesmo marco temporal de 20 anos que tomou para estabelecer a existência dos vírus) mais de 65 doenças dos animais e dos seres humanos tinham sido atribuídas a estes agentes filtráveis.
Entre 1948 e 1955, uma transição crítica que converte a virologia animal em uma ciência do laboratório era um resultado de quatro etapas importantes: superando a dificuldade de cultivar únicas pilhas, desenvolvendo uma linha de pilhas de uma carcinoma cervical (HeLa), desenvolvendo um media óptimo para a cultura de únicas pilhas (o media essencial mínimo de Eagle), assim como a demonstração da réplica viral em um explant humano do nonneuronal de tecidos embrionários.
Na era moderna da virologia (desde 1960 avante) os ciclos replicative dos vírus foram descritos em grande detalhe. Além Disso, os virologists demonstraram as interacções elaboradas entre genomas virais, proteínas virais e a maquinaria celular do anfitrião. Nos últimos 30 anos, a amostra, arranjar em seqüência e informática forneceram a possibilidade para identificar e arranjar em seqüência as comunidades virais inteiras.
Mais de cem anos de virologia forjaram novos conceitos e desde que introspecção nova na vida. Lançado pelo trabalho dos três cientistas, fundações botânicos acima mencionados que galvanizaram a era molecular moderna e ushered na “época dourada da vacinologia” foram colocados, conduzindo directamente à prevenção do sarampo, da poliomielite e dos outros pragas da natureza.

## Leitura de apoio
- Creager, Angela N. H. (2002). The life of a virus: tobacco mosaic virus as an experimental model, 1930–1965. Chicago: University of Chicago Press. ISBN 0-226-12026-0
- Flue-cured tobacco field manual published R.J.Reynolds Tobacco Company, Winston-Salem, North Carolina, 2010